# H3N2
H3N2  är en subtyp av influensavirus typ A. Det är ganska vanligt och har bland annat orsakat Hongkonginfluensan åren 1968–1970. Den återkommer årligen som säsongsinfluensa och ger i Sverige en överdödlighet årligen på ca 1000 personer, mest äldre.